# (7022) 1992 JN4
1992 جاي أن 4 (ويعرف أيضًا باسم (7022) 1992 جاي أن 4 وفق تسمية الكوكب الصغير) (بالإنجليزية: 1992 JN4)‏ هو كويكب ضمن حزام الكويكبات؛ وترتيبه 7022 من حيث الاكتشاف.
اكتُشف هذا الجُرم الفلكي بواسطة هيروشي كانيدا في 2 مايو 1992.

## وصلات خارجية
- (7022) 1992 JN4 في قاعدة بيانات مختبر الدفع النفاث لأجرام النظام الشمسي الصغيرة

- الاكتشاف · مخطط المدار ·  العناصر المدارية · المعلمات المادية

- (7022) 1992 JN4 على موقع ويكي سكاي: DSS2, SDSS, GALEX, IRAS, Hydrogen α, X-Ray, Astrophoto, Sky Map, Articles and images